# Ubuntu Kylin

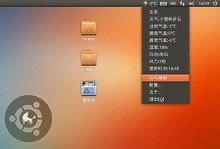
"Scrivania" di UbuntuKylin.

Ubuntu Kylin è la versione cinese ufficiale del sistema operativo Ubuntu.

## Storia
Nel 2013 la società Canonical, produttrice di Ubuntu, raggiunge un accordo con il Ministero dell'Industria e della Tecnologia dell'Informazione cinese per co-creare e pubblicare un sistema operativo basato su Ubuntu con caratteristiche adattate al mercato cinese. Idealmente il nuovo sistema operativo vuole essere una continuazione del sistema operativo cinese Kylin OS.
Ubuntu Kylin è per computer desktop e portatili, e Canonical sta anche lavorando per una versione server.
La prima versione ufficiale è UbuntuKylin 13.04, pubblicata il 25 aprile 2013 (lo stesso giorno di Ubuntu 13.04.
Nella versione sono inclusi metodi di input cinesi, il calendario cinese, un indicatore meteo, la ricerca di musica su internet direttamente dalla dash del sistema operativo.
Le versioni successive includeranno l'integrazione con le mappe di Baidu, il servizio di compere Taobao, e programmi d'ufficio come strumenti per la gestione di immagini.